# Enraged Minority
Enraged Minority ist eine Punkband aus Freiburg im Breisgau.

## Geschichte
Enraged Minority wurde im Herbst 2007 in der südbadischen Stadt Rheinfelden gegründet. Die erste Besetzung bestand aus Daniel (Gesang), Adrian (Gitarre), Niklas (Bass) und Harry (Schlagzeug). Zum Jahreswechsel 2009/2010 ersetzte Daniel² Harry am Schlagzeug. In dieser Besetzung nahm Enraged Minority ihr gleichnamiges Debütalbum (2010), eine Split-7’-EP mit Streets of Rage (2012) und ein Live-Split-Album mit The Oppressed (2013), anlässlich ihres fünfjährigen Bandbestehens im November 2012 auf. Kurz darauf verließ Daniel² die Band und Oli übernahm aushilfsweise für einige Wochen den freien Platz am Schlagzeug. Seit Mai 2013 spielt schließlich Jakob das Schlagzeug. 2014 erschien das zweite Album Antitude auf Mad Butcher Records, 2016 stieß Jörg an der zweiten Gitarre dazu und 2018 folgte das dritte Studioalbum namens A World To Win auf Fire and Flames Music.

## Stil
Enraged Minority spielen Streetpunk mit Einflüssen aus Hardcore Punk, Ska und Rock ’n’ Roll.

## Diskografie
- 2010: Selftitled (Album [CD], Diffidati Records)
- 2012: No Borders for Rude Rockers (Split-EP [7’’] mit Streets of Rage, Mad Butcher Records)
- 2013: Live at Crash in Freiburg (Live-Split-Album [CD/LP] mit The Oppressed, Mad Butcher Records)
- 2014: Antitude (Album [CD/LP], Mad Butcher Records)
- 2018: A World To Win (Album [CD/LP/Digital], Fire and Flames Music)